# 国际科学光学监测网
国际科学光学监测网（俄語：Пулковская кооперация оптических наблюдателей，縮寫：ISON），是由位於十個國家的天文台組成的天體偵測、監視與追蹤巡天網路。ISON是由俄羅斯科學院轄下的克尔德什应用数学研究所所管理。

## 相關發現
該監測網發現了彗星C/2010 X1（Elenin）和C/2012 S1（ISON）。

## 外部連結
- 官方网站（俄文）